# Breitingen
Breitingen är en kommun (tyska Gemeinde) i Alb-Donau-Kreis i förbundslandet Baden-Württemberg i Tyskland. Folkmängden uppgår till cirka 400 invånare, på en yta av 2,89 kvadratkilometer.
Kommunen ingår i kommunalförbundet Langenau tillsammans med staden Langenau och kommunerna Altheim (Alb), Asselfingen, Ballendorf, Bernstadt, Börslingen, Holzkirch, Neenstetten, Nerenstetten, Öllingen, Rammingen, Setzingen och Weidenstetten.

## Befolkningsutveckling
| Befolkningsutvecklingen i Breitingen 1975–2015 | Befolkningsutvecklingen i Breitingen 1975–2015 | Befolkningsutvecklingen i Breitingen 1975–2015 | Befolkningsutvecklingen i Breitingen 1975–2015 | Befolkningsutvecklingen i Breitingen 1975–2015 |
| ---------------------------------------------- | ---------------------------------------------- | ---------------------------------------------- | ---------------------------------------------- | ---------------------------------------------- |
|                                                |                                                |                                                |                                                |                                                |
| År                                             |                                                |                                                | Folkmängd                                      | Areal (ha)                                     |
| 1975                                           | 1975                                           |                                                | 198                                            | 290                                            |
| 1980                                           | 1980                                           |                                                | 213                                            |                                                |
| 1985                                           | 1985                                           |                                                | 213                                            | 289                                            |
| 1990                                           | 1990                                           |                                                | 201                                            |                                                |
| 1995                                           | 1995                                           |                                                | 242                                            |                                                |
| 2000                                           | 2000                                           |                                                | 246                                            |                                                |
| 2005                                           | 2005                                           |                                                | 257                                            |                                                |
| 2010                                           | 2010                                           |                                                | 262                                            |                                                |
| 2015                                           | 2015                                           |                                                | 292                                            |                                                |
|                                                |                                                |                                                |                                                |                                                |